# Strabag

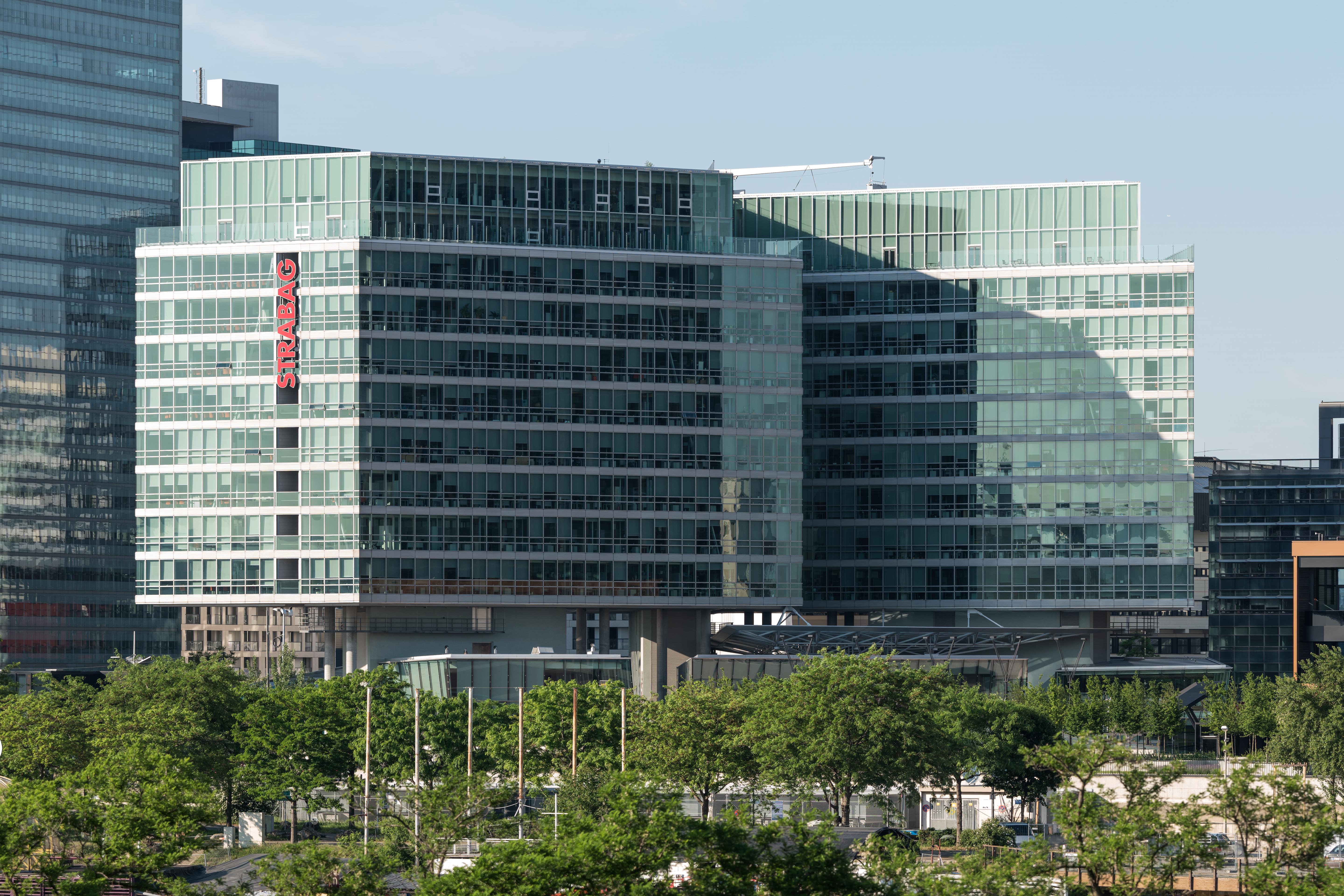
Главное здание STRABAG SE в Вене

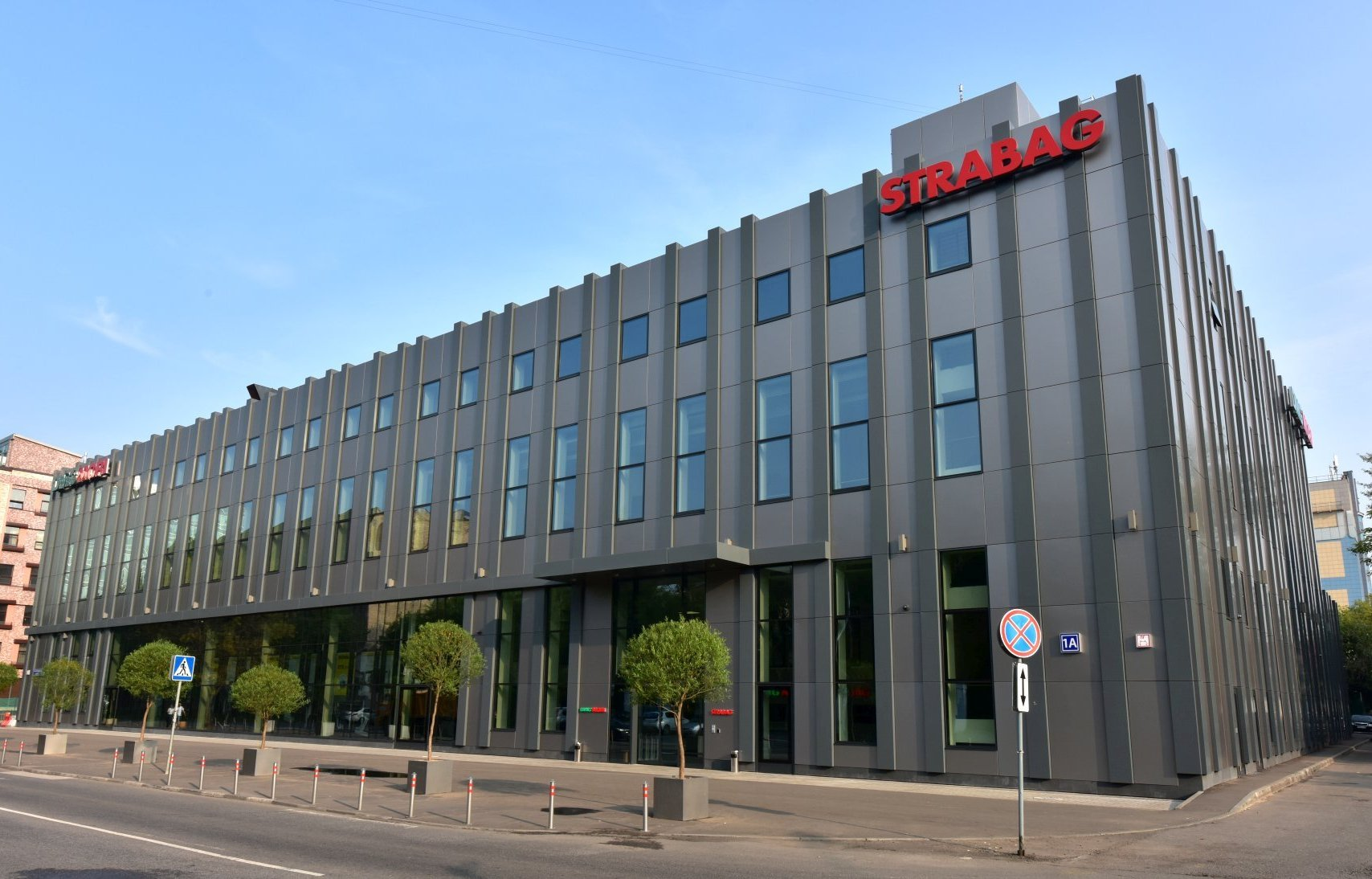
Административное здание STRABAG в Москве

STRABAG Societas Europaea (STRABAG SE, произносится ШТРАБАГ СЕ)– публичная австрийская строительная компания с головным офисом в городе Вена. STRABAG является одним из самых крупных строительных концернов Европы. Помимо деятельности на «домашних» рынках Австрии и Германии компания имеет многочисленные представительства в восточно- и южноевропейских странах. В последние годы компания усиливает свои позиции на других континентах. 

Австрийскому STRABAG SE  принадлежат 90% акций немецкого подразделение концерна, STRABAG AG, с головным офисом в Кёльне. Также STRABAG SE владеет 100% акций Ed. Züblin AG в Штутгарте.
Основными акционерами STRABAG SE являются Группа компаний Haselsteiner, Группа компаний Raiffeisen-Holding Niederösterreich-Wien, Группа компаний UNIQA, а также компания  Rasperia Trading Limited, принадлежащая российскому предпринимателю Олегу Дерипаске.

## История
Концерн STRABAG SE является результатом слияния двух крупных строительных холдингов: австрийской компании Ilbau и немецкой STRABAG, а также поглощения других предприятий.
Австрийскими корнями компании является семейное ремесленное предприятие Антона Лерхбаумера, основанное в городе Шпитталь-ан-дер-Драу, Австрия в 1835 году. В 1972 году оно регистрируется как акционерное общество Ilbau AG. В 1987 году была создана управляющая компания Ilbau AG - Bau Holding AG. 
Прародителем немецкой фирмы STRABAG является фирма Remy & Reifenrath, созданная в городе Ланштайн, Германия в 1866 году, и занимавшаяся производством паровых асфальтоукладчиков. В 1930 регистрируется имя "Strabag", являющееся сокращением названия Strassenwalzenbetrieb vormals H. Reifenrath Gesellschaft mit beschränkter Haftung. В 1949 году компания проходит листинг на бирже и становится Strabag AG.
В 1998 году Bau Holding AG приобретает контрольный пакет акций STRABAG AG, компании сливаются в единый концерн. В 2006 концерн приобретает название "STRABAG SE" и все, входящие в него фирмы, работают под единой маркой. 
В конце апреля 2007 года была опубликована информация, что российский миллиардер Олег Дерипаска договорился с акционерами STRABAG о покупке 30 % акций компании за сумму около €1,2 млрд. В 2014 году доля Rasperia Trading Ltd в акциях STRABAG SE составила 25 % + 1 акция.
В октябре 2007 года было проведено IPO компании на Венской фондовой бирже.

## Собственники и руководство
На конец 2015 основными акционерами STRABAG SE являлись Группа компаний Haselsteiner (25,5% акций), Группа компаний Raiffeisen-Holding Niederösterreich-Wien (12,7%), Группа компаний UNIQA (13,8%), а также компания  Rasperia Trading Limited (25,0% + 1 акция), принадлежащая российскому предпринимателю Олегу Дерипаске. 10% акций остаются в концерне, остальные 13 % находятся в свободном обращении.
В январе 2024 года стало известно, что долю Rasperia (выросшую до 27,78%) выкупит Raiffeisen Bank International. Непосредственно покупку совершит дочерний российский Райффайзенбанк, который затем передаст акции материнской компании в виде дивидендов.
Правление STRABAG SE:
- Штефан Кратохвилл
- Кристиан Хардер
- Йорг Рёслер
- Зигфрид Ванкер
- Альфред Ватцль[8]

## Деятельность
Strabag SE специализируется на строительстве промышленных, офисных и жилых зданий, дорог, туннелей и других коммуникаций. Среди крупнейших проектов компании — участок «Амстег» тоннеля Готард (самый длинный железнодорожный туннель в мире протяженностью 57 км) в Швейцарии, аэропорты в Мюнхене, Вене, Праге, Берлине, Софии.

## Финансовые результаты
В 2016 году на предприятиях холдинга было занято около 71 839 человек. Портфель заказов — 14,82 млрд евро. Производительность группы в 2015 финансовом году — 13,49 млрд евро (в 2014 — 14,29 млрд евро), чистая прибыль — 277,65 млн евро (в 2014 - 156,29 млн евро).
По результатам независимой оценки рейтингового агентства Standard & Poor’s в 2007 году STRABAG был присвоен рейтинг BB+ с позитивным прогнозом. В июне 2015 года рейтинг был повышен до уровня BBB со стабильным прогнозом.

## Положение на рынке
STRABAG SE входит в десятку крупнейших строительных компаний мира. В Германии, Словакии, Румынии и Хорватии концерн является лидером строительного рынка. В Чехии, Австрии и Венгрии ему принадлежит второе место по объёмам выполняемых строительных услуг. В Польше он занимает третье место.

## Фирмы концерна
Основными предприятиями концерна STRABAG SE являются Dywidag Bau GmbH, Efkon, F. Kirchhoff GmbH, Heilit + Woerner, Josef Möbius Bau-GmbH, Josef Riepl GmbH, Leonhard Moll Hoch- und Tiefbau GmbH, Strabag Property and Facility Services GmbH, Ed. Züblin AG и BÖHM Stadtbaumeister & Gebäudetechnik GmbH.

## STRABAG в России
На территории стран бывшего СССР концерн STRABAG SE (на тот момент - Bau Holding AG) начал свою деятельность в 1990 году под маркой "Илбау ГмбХ". В 1994 году было зарегистрировано ЗАО "Илбау". После слияния материнской организации Bau Holding AG со Strabag AG в 2001 году ЗАО "Илбау" было переименовано в ЗАО "Штрабаг". В декабре 2018 года ЗАО "ШТРАБАГ" переименовано в АО "ШТРАБАГ".
В 1990-е годы концерн активно участвовал в становлении облика современной Москвы, сфокусировавшись на строительстве административных и жилых зданий. В 2000-е годы российское представительство концерна расширило спектр выполняемых услуг, начав осуществлять проекты в индустриальном, дорожном и концессионном строительстве.

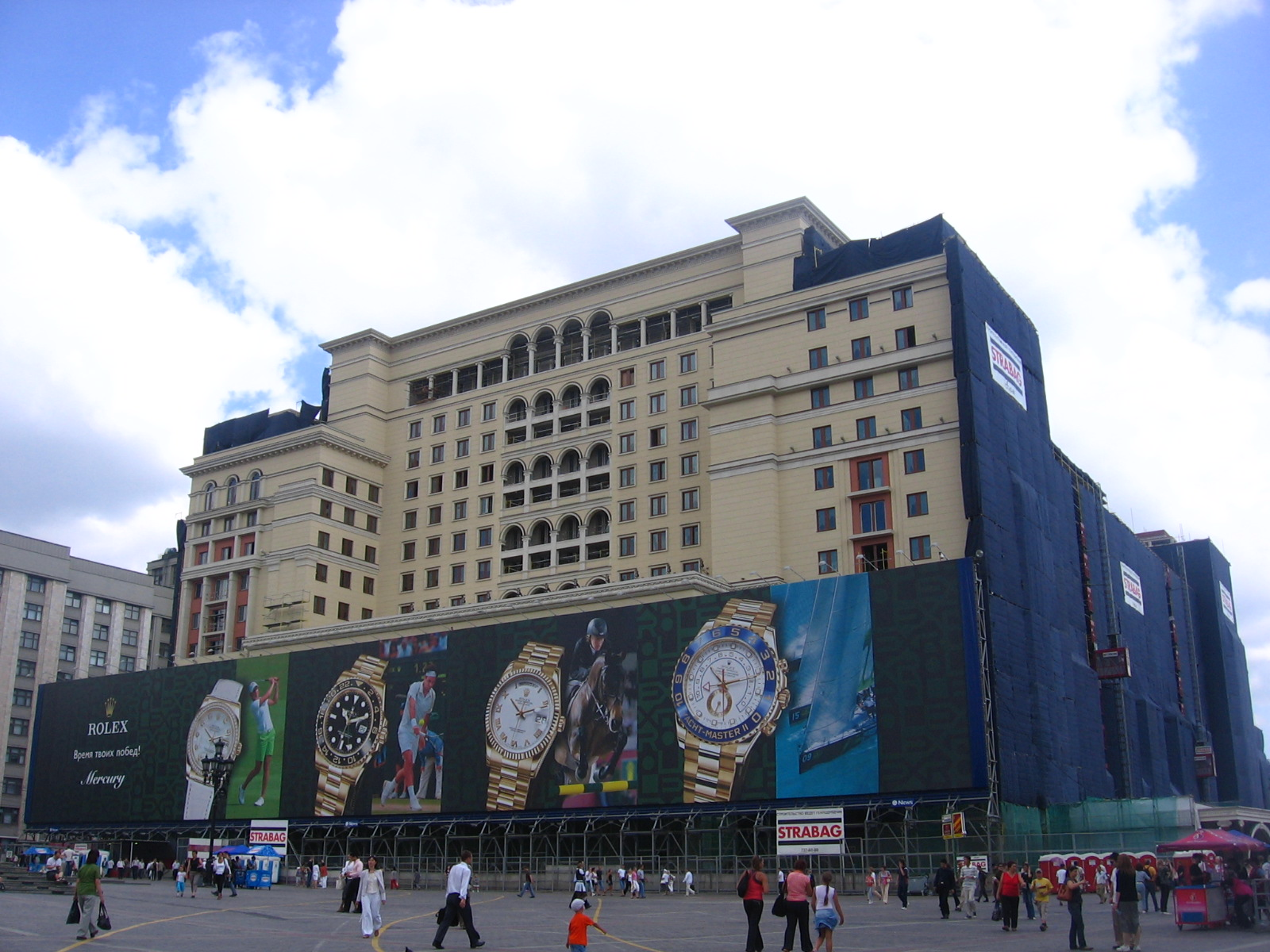
Новое здание гостиницы незадолго до открытия в строительных лесах "STRABAG"

Среди завершённых строительных проектов компании в России — строительство административных зданий «Транснефти» и Внешторгбанка, Дома правительства Московской области, реконструкция ЦУМа и универмага «Весна» на Новом Арбате, возведение большого комплекса духовной семинарии в Коломне, строительство металлургического завода Стан-5000 в г.Выкса Нижегородской области. Компания осуществила строительство офисного комплекса «Северная башня» в «Москва-Сити», реконструкцию гостиницы «Москва», строительство Олимпийской деревни в Сочи, реконструкцию московского аэропорта Домодедово и другие.
В проектах на территории российской Федерации и соседних государств STRABAG SE выступает в качестве генподрядчика, сдавая объекты "под ключ".
По результатам на 2017 год STRABAG SE построил в России более 100 объектов различного назначения, включая банковские, офисные, торговые и жилые, общей площадью около 3,5 млн. кв.м. 
Генеральные директора :
1990 - 2005 гг. - Герхард Гритцнер
2005 - 2019 гг. - Александр Ортенберг
С 2019 г. - Карстен Рихтер 